# あなたの好きなところ
「あなたの好きなところ」（あなたのすきなところ）は、日本のポップ歌手西野カナの楽曲。28枚目のシングルとして2016年4月27日にSME Recordsから発売された。CD発売に先駆けて、4月6日より、着うた先行配信がスタートしている。同曲は、2016年12月30日に開催された「第58回輝く!日本レコード大賞」で平成生まれのソロアーティストとして初めて大賞を受賞した。
この曲は、トランプの各カードに好きな人の好きなところを一点ずつ書いて相手に贈る "52 Reasons I Love You" という日本国外の女子の間で流行しているラブレターの文化にインスパイアされた楽曲であり、大切な人の魅力（「瞳」、「笑う目尻」、「Tシャツの匂い」、「ちょっと変なくしゃみ」など）を数え歌のように表現したラブソングとなっている。

## 評価
「あなたの好きなところ」は、2016年12月30日に開催された第58回日本レコード大賞で大賞を受賞した。

## ミュージック・ビデオ
ミュージック・ビデオでは歌詞を踏まえて、実際に英語のメッセージが書かれたトランプをめくりながら歌う西野が映されている。

## ライブ・パフォーマンス
2016年3月29日にZepp DiverCity（TOKYO）にて開催された、約2年半ぶりとなるファンクラブツアー「The Nishino Family Secret Party 2016」の最終公演で初披露された。

## 収録曲
| #         | タイトル                 | 作詞         | 作曲              | 編曲                          | 時間  |
| --------- | ------------------------ | ------------ | ----------------- | ----------------------------- | ----- |
| 1.        | 「あなたの好きなところ」 | Kana Nishino | Carlos K.、Yo-Hey | Carlos K.                     | 4:42  |
| 2.        | 「A HA HA」              | Kana Nishino | FAST LANE         | FAST LANE、HIRO DOI (NICHION) | 3:17  |
| 3.        | 「Thank you very much」  | Kana Nishino | Takashi Yamaguchi | Takashi Yamaguchi             | 4:46  |
| 合計時間: | 合計時間:                | 合計時間:    | 合計時間:         | 合計時間:                     | 12:45 |

| #  | タイトル                                                      | 作詞 | 作曲・編曲 | 時間 |
| -- | ------------------------------------------------------------- | ---- | ---------- | ---- |
| 1. | 「Behind the scenes of “あなたの好きなところ” Photo Session」 |      |            | 5:22 |

## タイアップ
| 曲名                 | タイアップ                            |
| -------------------- | ------------------------------------- |
| あなたの好きなところ | 大塚食品「ビタミン炭酸MATCH」CMソング |

## 収録アルバム
あなたの好きなところ
- Just LOVE
- Love Collection 2 〜pink〜
- ALL TIME BEST 〜Love Collection 15th Anniversary〜

Thank you very much
- Just LOVE